# Ligne 6 du tramway de Galați
Pour les articles homonymes, voir Ligne 6.
La ligne 6 est une ligne de tramway longue de 10,8 km, en service depuis 1981, et circule sur le territoire de Galați.
L'aménagement urbain de la ligne a été réalisé par les architectes urbanistes de TransUrb et de la mairie de Galați (quais, stations, revêtements, plantations, mobiliers urbains).

## Tracé
Les stations du tracé retenu sont listées ci-dessous :

### Stations desservies[2]
Les stations du tracé desservies sont listées ci-dessous :
|  |  |   |  |  | Stations              | Lat/Long                     | Zone | Quartiers        | Correspondances            |
|  |  | - |  |  | --------------------- | ---------------------------- | ---- | ---------------- | -------------------------- |
|  |  | o |  |  | Combinatul Siderurgic | 45° 26′ 20″ N, 27° 59′ 20″ E | 3    | Combinat         | 1 5 46                     |
|  |  | o |  |  | Viaduct               | 45° 26′ 25″ N, 28° 00′ 04″ E | 3    | Filești          | 1 5 46                     |
|  |  | o |  |  | Gara Filești          | 45° 26′ 25″ N, 28° 00′ 54″ E | 3    | Filești          | 1 5 46 Caile Ferate Romane |
|  |  | o |  |  | Piața Energiei        | 45° 26′ 31″ N, 28° 01′ 12″ E | 3    | Siderurgiștilor  | 1 5 46 39 39b 40           |
|  |  | o |  |  | Parc I.C.Frimu        | 45° 26′ 31″ N, 28° 01′ 34″ E | 3    | I.C.Frimu        | 5 42 46                    |
|  |  | o |  |  | Cimitirul Eternitatea | 45° 26′ 28″ N, 28° 02′ 10″ E | 3    | I.C.Frimu        | 5 7 36 37 42 46            |
|  |  | o |  |  | Baia Comunala         | 45° 26′ 38″ N, 28° 02′ 49″ E | 3    | Centru           | 5 7 36 37 4246             |
|  |  | o |  |  | Facultatea de Nave    | 45° 26′ 45″ N, 28° 03′ 17″ E | 3    | Centru-Domneasca | 5 7 36 37 42               |
|  |  | o |  |  | Calea Prutului        | 45° 26′ 51″ N, 28° 03′ 37″ E | 3    | Gara             | 5 36 37 42                 |
|  |  | o |  |  | Menarom               | 45° 26′ 53″ N, 28° 03′ 50″ E | 3    | Badalan          | 5 42 Caile Ferate Romane   |
|  |  | o |  |  | Elnav                 | 45° 26′ 51″ N, 28° 04′ 30″ E | 3    | Badalan          | 5 42                       |
|  |  | o |  |  | Bazinul Nou           | 45° 26′ 51″ N, 28° 05′ 41″ E | 3    | Badalan          | 5 42                       |

Les noms des stations ne sont pas définitifs. Les coordonnées et les zones sont approximatives.

## Œuvres artistiques
- Viaduct
- Rond-point Piata Energiei
- Pont C.F.R.